# Belle Isle (Terre-Neuve-et-Labrador)
Pour les articles homonymes, voir Belle-Île.
Belle Isle (vieux français de « Belle Île ») est une île inhabitée au large des côtes du Labrador au nord de Terre-Neuve au milieu du détroit de Belle Isle qui porte son nom. Le détroit est la voie la plus courte entre les ports des  Grands Lacs et l’Europe, et aussi sur la route maritime principale vers la baie d'Hudson et les Territoires du Nord-Ouest.
L'île a été nommée par l'explorateur français Jacques Cartier.
L'île comporte 3 phares :
- Belle Isle Northeast Light (en) ;
- phare de Belle Isle, extrémité Sud (inférieure)[2] ;
- phare de Belle Isle, extrémité Sud (supérieure)[3].

## Géographie
Le point culminant de l’île s'élève à environ 213 m, et avec 17 km de long et 6 km de large, elle a une superficie de 52 kilomètres carrés. Elle se situe à mi-chemin du détroit à environ 24 km des côtes, et dispose de phares à ses deux extrémités nord et sud.
Belle Isle est le massif le plus au nord des Appalaches, qui s'étendent sous diverses formes de l'Alabama aux  États-Unis à Terre-Neuve.
Officiellement inhabitée, il y a une occupation saisonnière durant la saison de pêche.